# Barnabás (keresztnév)
A Barnabás arámi – héber eredetű férfinév. Bibliai jelentése: a vigasztalás fia.  Az utótag lehetséges eredetei között több változat is él, vagy a Jeruzsálem melletti Nob helységre utal, vagyis „Nobi fiú”, vagy egy Nabu nevű apára utal, vagyis „Nabu fia”,[forrás?] de egy Nebo nevű Istenségre is utalhat, vagyis „Nebo fia”. Régi alakváltozata a Ballabás.

## Képzett nevek
- Balló:[1] A Ballabás név becéző rövidülése.[2]
- Barna

## Gyakorisága
Az 1990-es években a Barnabás gyakori név volt, a Balló szórványosan fordult elő, a 2000-es években a Barnabás 25-36. leggyakoribb férfinév, a Balló nem szerepel az első 100-ban.

## Névnapok
Barnabás, Balló
- június 11.[2]

## Híres Barnabások, Ballók
- Szent Barnabás – keresztény vértanú
- Csongor Barnabás sinológus
- Dukay Barnabás zeneszerző
- Hegyi Barnabás operatőr
- Holló Barnabás szobrászművész
- Horváth Barnabás zeneszerző
- Kelemen Barnabás hegedűművész
- Lorán Barnabás humorista
- Réti Barnabás színész
- Steinmetz Barnabás vízilabdázó
- Barnaba Chiaramonti pápa VII. Piusz néven
- Timon Barnabás gyerekszínész
- Szabó Sipos Barnabás színész
- Varga Barnabás labdarúgó